# Romhány
Romhány là một thị trấn thuộc hạt Nógrád, Hungary. Thị trấn này có diện tích 25,47 km², dân số năm 2010 là 2276 người, mật độ 89 người/km².